# Saint-Simon-de-Bordes

Saint-Simon-de-Bordes este o comună în departamentul Charente-Maritime, Franța. În 1 ianuarie 2022 avea o populație de 767 de locuitori.